# Ribozym
Ett ribozym (av ribonukleinsyreenzym, även kallat RNA-enzym eller katalytiskt RNA) är en RNA-molekyl som kan katalysera en kemisk reaktion. Många ribozymer i naturen katalyserar brytande av antingen sina egna eller andra RNA-molekylers kemiska bindningar, men det har också visat sig att ribosomens aminotransferasaktivitet är ett ribozym. Forskare som studerar livets uppkomst har i laboratorium framställt ribozymer som kan katalysera sin egen syntes under väldigt specifika förhållanden, till exempel ett RNA-polymeras.  Området kräver dock mer forskning, eftersom polymerasribozymet inte är effektivt nog – det kan koppla ihop upp till 14 nukleotider med en primer på 24 timmar innan det bryts ned genom hydrolys av fosfodiesterbindningarna mellan nukleotiderna.

## Upptäckt
Innan ribozymer upptäcktes var enzymer, som är proteiner, de enda kända biologiska katalysatorerna. Carl Woese, Francis Crick och Leslie Orgel blev 1967 de första att föreslå att RNA kunde fungera som katalysator efter upptäckten att det kunde bilda komplexa sekundärstrukturer. De första ribozymerna upptäcktes på 1980-talet av Thomas R. Cech, som studerade RNA-splitsning i organismen Tetrahymena thermophila, och Sidney Altman, som arbetade med RNas P-komplexet i bakterier. Cech upptäckte att intronet i ett RNA-transkript katalyserade borttagandet av sig självt från RNA-strängen, och Altman upptäckte att RNA-delen av RNas P-komplexet, som är inblandat i bearbetningen av pre-tRNA, hade katalytisk funktion. Cech och Altman tilldelades Nobelpriset i kemi 1989 "för deras upptäckt av katalytiska egenskaper hos RNA". Termen ribozym introducerades 1982 i en artikel av Kelly Kruger med flera som publicerades i Cell.

## Aktivitet
De flesta ribozymer är ganska ovanliga, men de kan vara väldigt nödvändiga. Till exempel är den aktiva delen av ribosomen, den molekylära maskinen som i translationen "översätter" den genetiska RNA-koden till proteiner, i grund och botten ett ribozym. Ribozymer har ofta tvåvärda metalljoner, till exempel Mg2+, som kofaktorer.
RNA kan också fungera som arvsmassa, vilket fick Walter Gilbert att föreslå att cellen ursprungligen använde RNA både som genetiskt material, strukturbyggsten och katalysator, i stället för att låta dessa funktioner skötas av DNA och proteiner som är fallet idag. Denna hypotes kom att kallas RNA-världen.
Om ribozymer var de första molekylära maskinerna som det tidiga livet använde kan dagens kvarvarande ribozymer betraktas som levande fossil av ett liv baserat på nukleinsyror.

## Syntetiska ribozymer
Efter upptäckten av ribozymer i levande organismer uppstod det ett intresse för studier av nya syntetiska, laboratorieskapade ribozymer. Till exempel har RNA-molekyler som kan splitsa sig själva med hög enzymatisk aktivitet framställts i laboratorier. Tang och Breaker isolerade självsplitsande RNA genom in vitro-selektion av slumpmässiga RNA-sekvenser. En del av de syntetiska ribozymerna hade strukturer som inte tidigare hade setts, medan andra liknande redan kända naturliga ribozymer.